# Omicidio di Vittorio Olivares
L'omicidio di Vittorio Olivares è un fatto di cronaca nera a sfondo terroristico avvenuto a Roma il 27 aprile 1973.

## Storia
Vittima fu Vittorio Olivares, 35 anni, dipendente della compagnia aerea di bandiera israeliana El Al, ucciso in via XX Settembre con due colpi sparati alle sue spalle con silenziatore attraverso una borsa di pelle.
Responsabile del delitto fu il ventitreenne siriano Zaharia Abou Saleh (citato anche Al Mamoun Moulhan o come Moulhan Saif-Din Al Mamoun), di Damasco ma residente in Libano: catturato sul posto da un agente della Polizia di Stato in servizio di guardia al Ministero del lavoro, si qualificò come membro dell'organizzazione Settembre Nero (che dal Cairo, attraverso la stazione radio “Voce della Rivoluzione Palestinese”, però smentì sempre ogni affiliazione), affermando che Olivares fosse un agente segreto israeliano ucciso per vendicare la morte di Wael Zuaiter, capo di al-Fatah in Italia, avvenuta a Roma il 16 ottobre 1972 a opera del Mossad e nella quale, secondo Mamoun, Olivares sarebbe stato coinvolto.
In realtà Olivares, peraltro cattolico, era un semplice dipendente della compagnia aerea e non aveva mai avuto alcun legame con Israele e i suoi servizi segreti, e apparve quasi subito chiaro che la rappresaglia era avvenuta nei confronti di una persona totalmente estranea alle vicende del conflitto tra Israele e i terroristi palestinesi.